# Топорівська волость
Топорівська волость (Морозівська) — історична адміністративно-територіальна одиниця Сквирського повіту Київської губернії з центром у селі Морозівка. 
Станом на 1886 рік складалася з 7 поселень, 7 сільських громад. Населення — 5880 осіб (2763 чоловічої статі та 3117 — жіночої), 791 дворове господарство.
|                     | Площа, десятин | У тому числі орної, дес. |
| ------------------- | -------------- | ------------------------ |
| Сільських громад    | 5535           | 4722                     |
| Приватної власності | 7485           | 4296                     |
| Іншої власності     | 374            | 298                      |
| Загалом             | 13394          | 9316                     |

Основні поселення волості:
- Морозівка — колишнє власницьке село за 26 верст від повітового міста, 1329 осіб, 160 дворів, православна церква, школа, постоялий будинок, водяний млин.
- Березна — колишнє власницьке село, 1147 осіб, 164 двори, православна церква, школа, постоялий будинок.
- Бурківці — колишнє власницьке село при струмкові, 383 особи, 54 двори, православна церква, школа, постоялий будинок.
- Рогачі — колишнє власницьке село, 817 осіб, 100 дворів, православна церква, школа, постоялий будинок.
- Топори — колишнє власницьке село при річці Оріховатка, 1457 осіб, 173 двори, православна церква, костел, школа, лікарня, постоялий будинок, лавка, бурякоцукровий завод.

Наприкінці XIX сторіччя волосне правління було перенесено до села Топори й волость отримана назву Топорівська. 
Старшинами волості були:
- 1909 року — Петро Юхимович Белан'[2];
- 1910 року — А. Бака'[3];
- 1912—1915 роках — Марко Миколайович Гаврилюк'[4],[5],[6].